# Lingam
 (décembre 2015).
Si vous disposez d'ouvrages ou d'articles de référence ou si vous connaissez des sites web de qualité traitant du thème abordé ici, merci de compléter l'article en donnant les références utiles à sa vérifiabilité et en les liant à la section « Notes et références ».
Pour l’article homonyme, voir Lingam (Bankim).

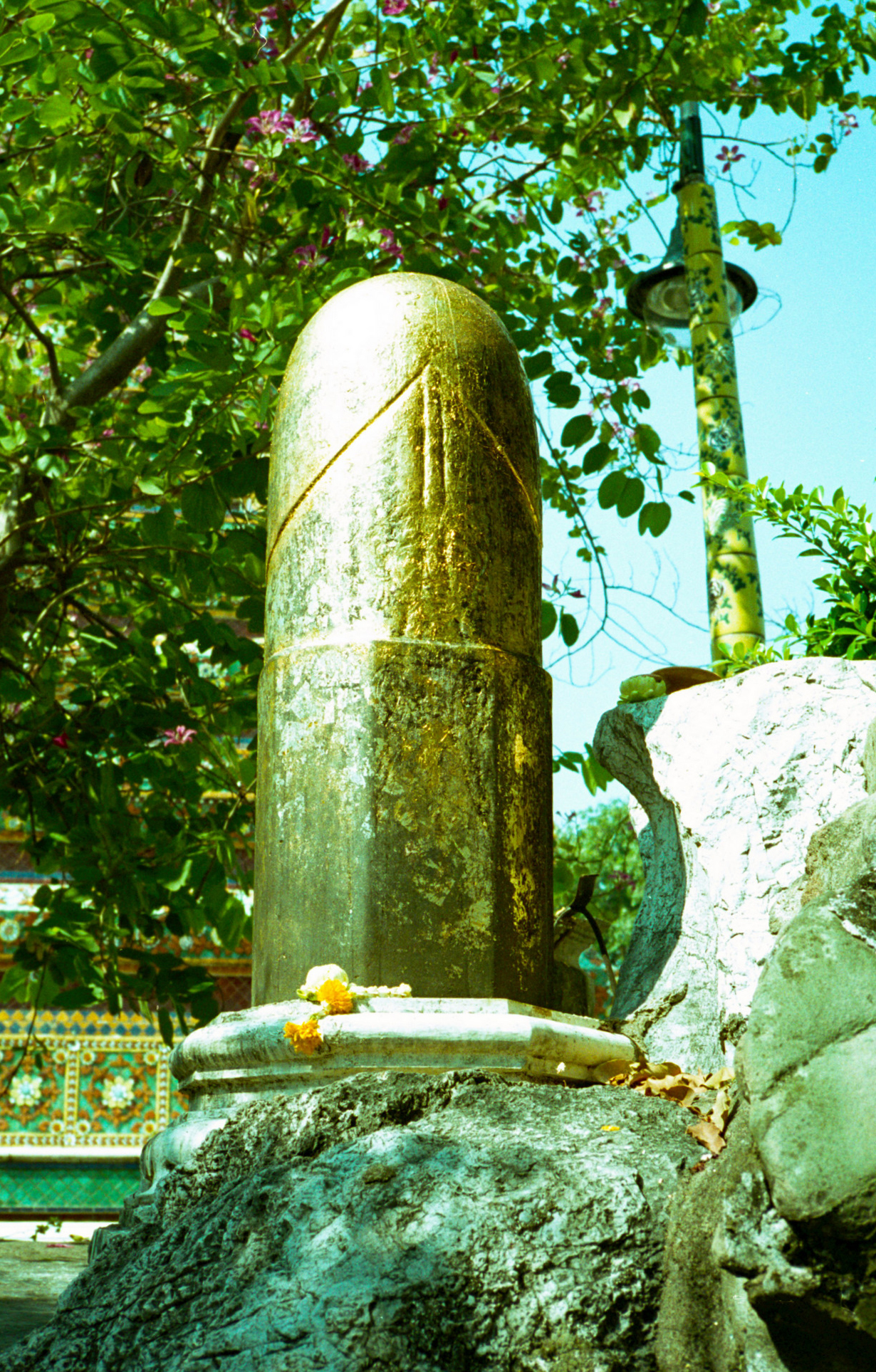
Lingam du Wat Pho à Bangkok.

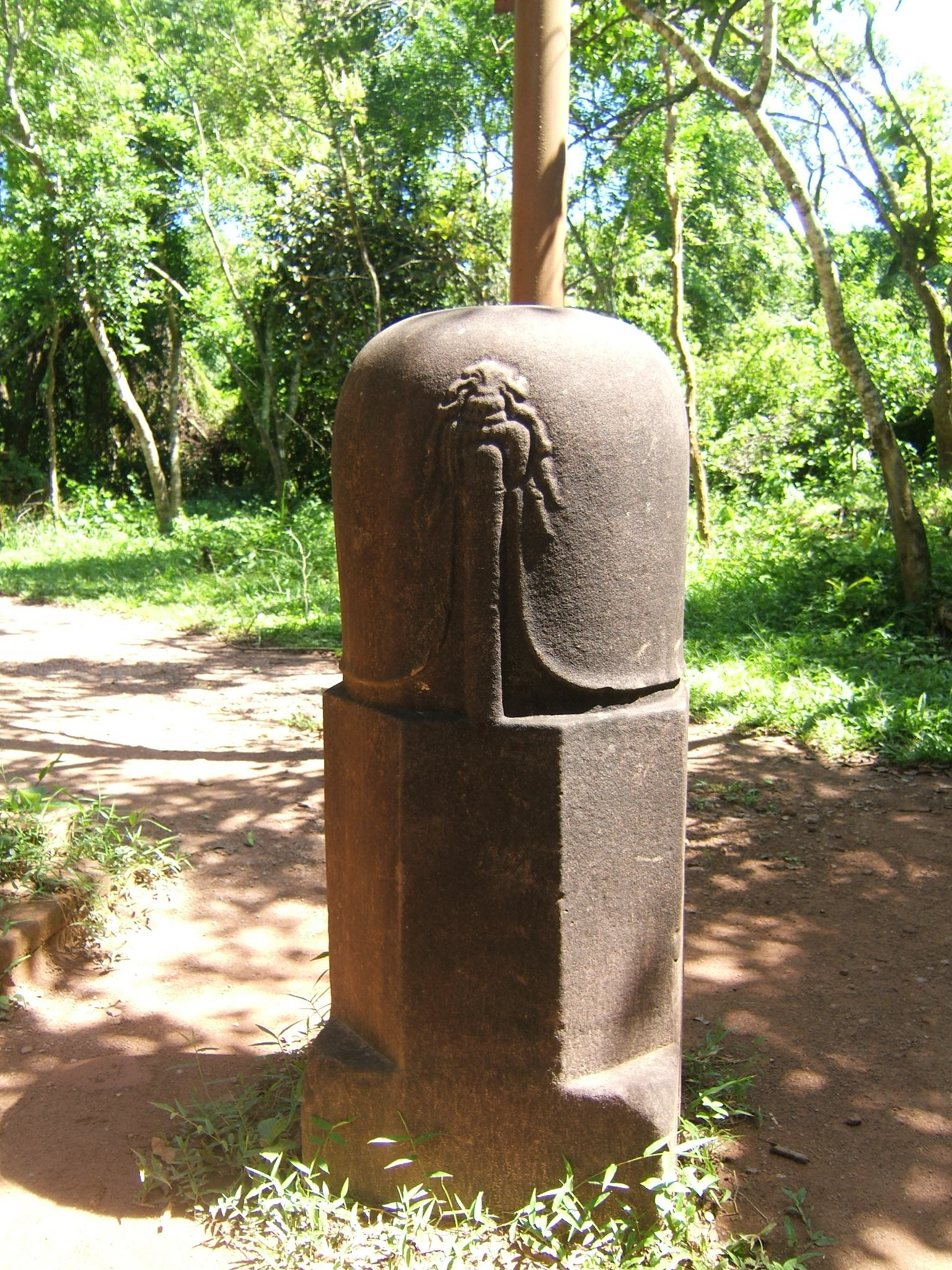
Lingam au sanctuaire de Mỹ Sơn (Viêt Nam).

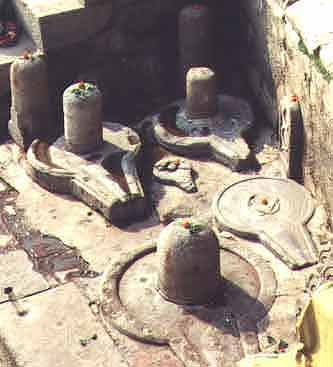
Lingams et yonis sur les ghâts, à Varanasi.

Le lingam ou linga (en sanskrit लिङ्गं, liṅgaṃ (« signe »)) est un objet  dans lequel  Shiva est présent ; quand on l'y invoque, il est conçu comme un pratika (symbole de dévotion). Il est dressé, souvent d'apparence phallique, représentation classique, dite aniconique, de Shiva en tant que Brahman (« Absolu, Âme universelle »). Il s'agit à l'origine d'une image du Feu divin.

## Description
On retrouve dans ce symbole l'ambivalence du dieu, ascète et renonçant d'une part, mais aussi figure majeure du tantrisme, représenté par un phallus, d'autre part. Le mot lingam signifie « 1) signe ; 2) phallus ; 3) symbole de Shiva ».
Il existe deux catégories de lingam : les manuṣi liṅga (« lingam fait de main d'hommes »), et les svayambhu-liṅga (« lingam né de lui-même »), qui sont des éléments naturels vénérés en tant que lingam, comme certains galets.
Le lingam, toujours dressé et donc potentiellement créateur, est souvent associé au yoni (« lieu »), symbole de la déesse Shakti et de l'énergie féminine. Dans ce cas, leur union représente, à l'image de Shiva, la totalité du monde. Assumant les fonctions créatrice par le lingam et destructrice traditionnelle dans la Trimurti, Shiva représente donc, pour ses dévots (shivaïtes), le dieu par excellence.
On trouve des lingam (de taille et aspect très variables – du simple galet en équilibre et comportant le signe peint de Shiva au phallus clairement symbolisé (comportant parfois la tête du dieu sculptée) – dans tous les temples et lieux consacrés à Shiva.
Durant la puja (rituel), le lingam est arrosé de lait, de miel ou de beurre clarifié (le ghi, qui sert aussi en cuisine), et reçoit des offrandes de fleurs, de fruits et de sucreries. Les lingam en activité doivent être maintenus humides.
La partie supérieure arrondie du lingam se nomme lingamani ou manikâ. Elle reçoit un couvre liṅga, le kośa, en métaux et pierres précieuses, dans la culture du Champa.
Le lingam est inconnu des vedas.

## Citations
« Shiva en tant que principe causal non divisible est vénéré dans le lingam. Ses aspects manifestés sont vénérés dans des images anthropomorphiques. Tous les autres dieux font partie d'une multiplicité et sont vénérés par des images. »

— Shrî Shiva-tattva, Siddhânta.
Le Shiva-purâna indique qu'il y deux types de linga : immobile et mobile :

« Les linga fixes sont représentés par les arbres, les buissons, les bosquets, les monticules, les rochers, les éminences, les montagnes. Les linga mobiles sont représentés non seulement par les objets taillés en forme de linga dans la pierre, le métal ou un autre matériau, mais aussi par tous les êtres vivants qui se déplacent. Pour ceux-là, l'adoration consiste à se les rendre propice (tarpana). « L'adoration de Shiva (Shiva-pûjâ) doit être accomplie avec un amour intense du bonheur de tous les êtres variés », disent les sages. Le piédestal représente l'épouse de Shiva, Pârvatî, la Puissance qui est à la base de tout, et l'être vivant représente le linga. »

— Shiva-purâna, chapitre XI, 20-21-22 .

## Les lingams de lumière
Parmi tous les lingam de l'Inde, douze sont considérés comme des lingam de lumière ou jyotirlinga, et sont particulièrement sacrés. On les trouve à :
1. Somanâtha ou Somnâth, dans le Gujarat, le temple original a été plusieurs fois envahi par divers chefs et rois[8].
2. Mallikârjuna à Srisailam, à 232 km au sud de Hyderabad sur les rives de la Krishna.
3. Omkareshwar, dans le Madhya Pradesh sur les rives de la Narmadâ.
4. Amareshvara à Ujjain, dans le Madhya Pradesh.
5. Vaidyanath à Deogarh dans le Bihar.
6. Bhîmashankara ou Bhimsankar près de Pune dans le Maharashtra.
7. Râmeshvara à Rameshwaram au Tamil Nadu.
8. Nageshwar ou Aundha-Nagnath dans le Maharashtra.
9. Vishveshvara ou Kashi Vishwanath à Vârânasî, dans l'Uttar Pradesh.
10. Triambaka près de Nasik et des sources de la Gomatî dans le Maharashtra.
11. Kedarnath dans l'Uttarakhand à 3 600 m d'altitude dans l'Himalaya.
12. Grishneshwar dans le Maharashtra près de grottes d'Ellorâ.